# Ахмат Адам
Ахмат Адам (малайск. Ahmat Adam; 24 марта 1941, Малакка) — малайзийский историк.

## Краткая биография
Получил начальное образование в начальной малайской школе (1948—1951), английской начальной школе Tranquerah (1952—1954) и в средней школе г. Малакки (1955—1959). Продолжил обучение в Языковом институте (1961—1962) в Куала-Лумпуре (Лембах-Пантай) и на курсах в Институте подготовки учителей (1965) в Черасе. В 1967—1970 учился в Университете Малайя. В 1970—1975 гг. занимался в аспирантуре Школы восточных и африканских исследований Лондонского университета, по окончании которой получил звание доктора философии.
Карьеру начал преподавателем английского языка и рисования в одном из колледжей Куала-Лумпура. После окончания Университета Малайя работал преподавателем Национального университета Малайзии (1970—1975) и по совместительству в Университете Малайя (1970). По возвращении из Лондона продолжил преподавательскую работу в Национальном университете Малайзии (1975—1995), в том числе в должности профессора (1993—1995). Был также заведующим кафедрой (1983—1985), заместителем декана (1987—1989) и деканом (1980—1991). В 1995 году переехал в Сабах, где принимал участие в создании Центра наук и языков Сабахского университета Малайзии, став его первым директором. В 2010 г. получил звание Почетного профессора. C 2016 г. — научный сотрудник кафедры истории факультета гуманитарных и общественных наук Университета Малайя.
Он также работал старшим научным сотрудником в Оксфордском центре исламских исследований, участвовал в проекте ЮНЕСКО по морскому шелковому пути.

## Научная деятельность
Сфера научных интересов охватывает средневековую и новую историю Малайзии. Занимался изучением и публикацией исторических малайских манускриптов и хикаятов (включая, т. н. список Крузенштерна «Малайских родословий», хранящийся в Петербурге), внес существенные коррективы в перевод и интерпретацию некоторых из них. Опубликовал 15 книг и монографий, более ста научных статей, в том числе в сборниках российскогообщества «Нусантара».

## Общественная деятельность
Являлся президентом Союза преподавателей Национального университета Малайзии, членом комитета департамента по аккредитации государственных служб малайзийского правительства, вице-президентом Ассоциации общественных наук Малайзии, членом малайзийского отделения Королевского азиатского общества (MBRAS), Международной ассоциации историков Азии, в том числе в 2000 был её президентом.

## Награды
- Награда «Книга года» Совета издателей Малайзии (1993)
- Орден Johan Setia Mahkota (1997)
- Орден Ahli Setia Darjah Kinabalu (2002)
- Почетный профессор Сабахского университета Малайзии (2010)
- Орден Darjah Pangkuan Setia Melaka и титул Датук (2017)

## Основые публикации[7]
- Sejarah dan Bibiografi Akhbar dan Majalah Melayu Abad Kesembilan Belas (История и библиография малайских газет и журналов XIX в.). Bangi: Penerbit UKM, 1992
- Sejarah Awal Pers dan Kebangkitan Kesadaran Keindonesiaan (Ранняя история прессы и пробуждение индонезийского самосознания). Jakarta: Hasta Mitra & Perwakilan KITLV, 2003
- Letters of Sincerity: The Raffles Collection of Malay Letters (1780—1824). Kuala Lumpur: MBRAS, 2009
- Suara Minangkabau: Sejarah Dan Bibliografi Akhbar Dan Majalah Di Sumatera Barat 1900—1941 (Голос минангкабау: история и библиография газет и журналов на Западной Суматре). Kuala Lumpur: Penerbit Universiti Malaya, 2012
- Melayu, Nasionalisme Radikal dan Pembinaan Bangsa (Малайцы, радикальный национализм и национальное строительство). Kuala Lumpur: Penerbit Universiti Malaya, 2013
- A New Recention if the Krusenstern’ Manuscript of the Sulalatu’s-Salatin. Kuala Lumpur: Yayasan Karya, 2016
- Peranan Intelektual (Роль интеллектуалов). Kuala Lumpur: SIRD, 2016 (совместно с Usman Awang, Pramoedya Ananta Toer, Rustam A. Sani, Syed Husin Ali)
- Antara Sejarah dan Mitos: Sejarah Melayu & Hang Tuah dalam Historiografi Malaysia (Между историей и мифом: Малайские родословия и Ханг Туах в историографии Малайзии). Kuala Lumpur: SIRD, 2016
- The New & Correct Date of the Terengganu Inscription. Kuala Lumpur: SIRD, 2017
- Batu Bersurat Terengganu: Betulkah Apa yang Dibaca Selama Ini? (Надпись на камне в Тренггану: Правильно ли то, как мы читали её до настоящего времени?) Kuala Lumpur: SIRD, 2017
- Hikayat Hang Tuha (Хикаят Ханг Туха). Kuala Lumpur: SIRD, 2018
- Hikayat Raja Pasai (Хикаят Раджей Пасея). Kuala Lumpur: SIRD, 2019
- Sejarah Melayu Revisited. A Collection of Six Essays. Kuala Lumpur: Gerak Budaya, 2020 ISBN 9789672165903